# Кехрие (Коринфия)
Кехрие (Кехрис, Кехриес, греч. Κεχριαί) — деревня в Греции, на северо-востоке Пелопоннеса. Расположена на берегу бухты Кехрие залива Сароникос Эгейского моря, в 11 километрах к востоку от Коринфа. Административно относится к сообществу Ксилокериза в общине Коринф в периферийной единице Коринфия в периферии Пелопоннес. Население 238 человек по переписи 2011 года.

## История
На месте деревни, на расстоянии около 70 стадий к востоку от Коринфа, в 2 часах пути от города располагалось древнее поселение и гавань Кенхреи или Кехреи (Кенхрея, др.-греч. Κεγχρεαί или Κεγχρέαι, лат. Cenchreae). 
Древний Коринф имел две гавани: Лехей, главная западная гавань у Коринфского залива и Кенхреи. По преданию, передаваемому Павсанием, гавани носили имена сыновей Посейдона и Пирены (др.-греч. Λέχης καὶ Κεγχρίας).
Гавань Кенхреи являлась конечной точкой азиатских морских путей в Европу и была главной восточной гаванью Коринфии. Греческий историк и географ Страбон назвал Кенхреи многолюдным богатым портом, а римский писатель Апулей писал о Кенхреях как о гавани — надёжной пристани для кораблей, всегда полной народу.
При римлянах в гавани было два волнолома-пирса, уходивших в море, образуя подкову, ширина входа составляла 120 м. Ширина порта составляла до 280 м, а расстояние от главного причала до волноломов входа — до 210—215 м. С северо-восточной стороны был построен пирс шириной 17 м и длиной 106 м, а напротив — другой пирс примерно такой же ширины и длиной 170 м. Туда могли заходить корабли длиной до 40 метров. В юго-западной части гавани во время раскопок были обнаружены остатки храма, по мнению археологов, посвящённого богине Исиде, а на противоположной стороне гавани находился комплекс строений храма Афродиты. Эти две богини считались покровительницами моряков.
Сегодня Кенхреи представляет собой небольшой залив, наполовину погружённый в воду из-за сильных землетрясений, произошедших в конце IV века н. э. Из-за подъёма и опускания суши портовые сооружения римского периода находятся на уровне моря, а сооружения  архаического и классического периодов — под водой. В порту были проведены обширные археологические исследования, которые выявили множество находок, в том числе редкую серию стеклянных мозаик (предшественников сегодняшних витражей) IV века до н. э., хранящихся в Археологическом музее Истмии. В порту, помимо очень обширных складов, магазинов и общественных зданий, получивших наибольшее развитие в римскую эпоху, были обнаружены храмы Афродиты, Исиды, а также раннехристианские храмы. Из этого порта апостол Павел путешествовал в Рим во время великих походов по распространению христианства.
Кенхреи дважды упоминаются в Библии. В Деяниях апостолов говорится, что здесь Прискилла и Акила остригли голову по обету (Деян. 18:18), а апостол Павел в Послании к римлянам упоминает Фиву — диакониссу Кенхрейской церкви (Рим. 16:1).
До 16 октября 1940 года деревня называлась Кехриес (греч. Κεχριαίς).

## Население
| Год  | Население, человек |
| ---- | ------------------ |
| 1991 | 205                |
| 2001 | 212                |
| 2011 | ↗ 238              |